# Cullinanplein

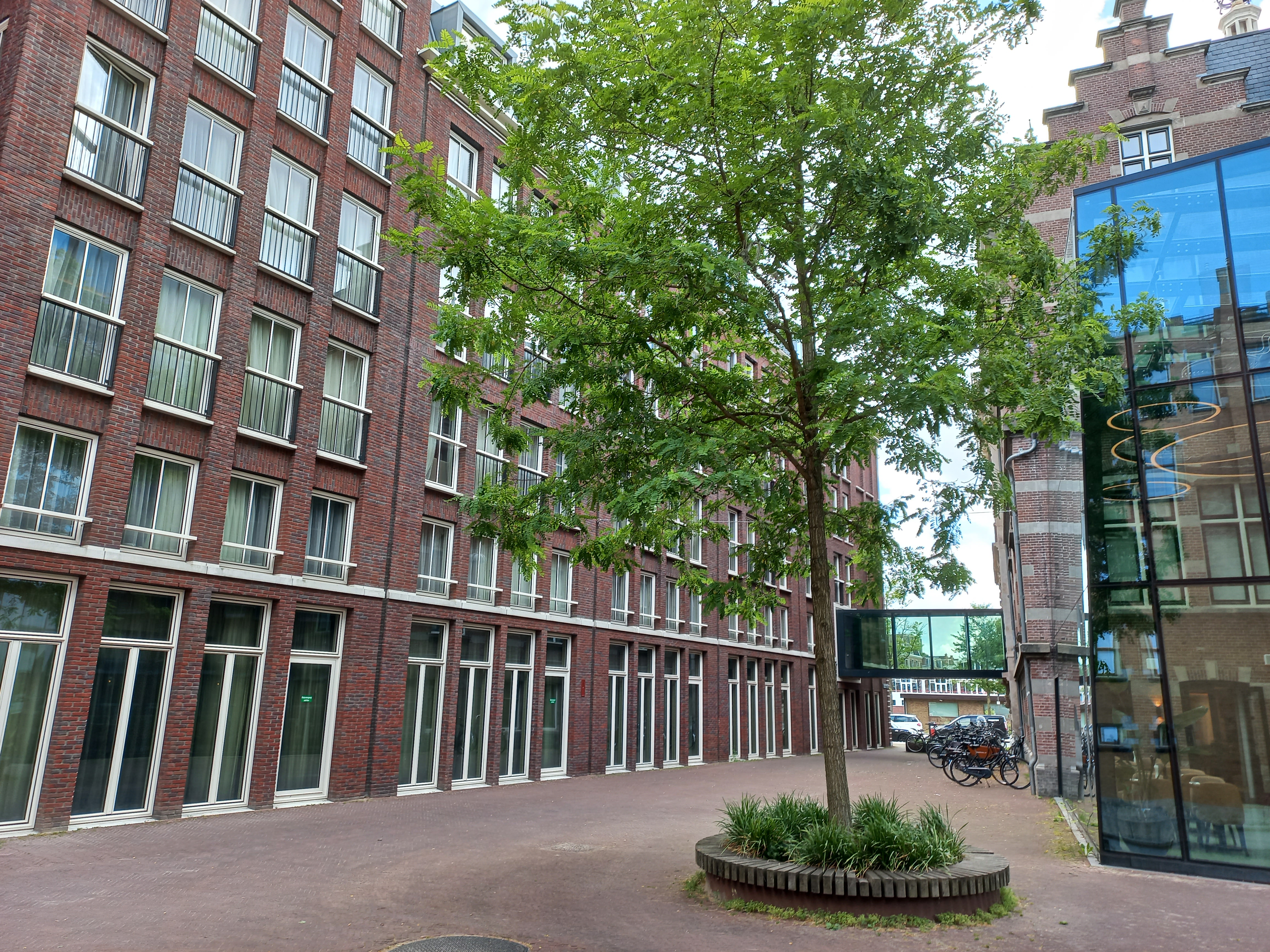
Cullinanplein richting Amstel(dijk) (juli 2023)

Het Cullinanplein is een plein in Amsterdam-Zuid.
Het plein, voetgangersgebied, ligt in de Nieuwe Pijp, de Diamantbuurt. Die buurt werd gebouwd op wat eeuwenlang agrarisch gebied was in de 19e eeuw bestuurd door de gemeente Nieuwer-Amstel. Die gemeente had tegen de gemeente Amsterdam een woonwijkje ingericht, al duurde het nog een tijd voordat er sprake was van stadsbebouwing. Die kwam op gang in de jaren negentig van de negentiende eeuw, nog eens benadrukt door de bouw van het Raadhuis van Nieuwer-Amstel. Een van de historische grenzen tussen Nieuwer-Amstel en Amsterdam werd aangegeven door een tolpoort op de Amsteldijk (Utrechtsche Zijde), waarvan de naam nog terug te vinden is aan de Tolstraat. Het raadhuis kwam na de grootscheepse annexatie in 1896 binnen Amsterdam te liggen, net ten noorden van die Tolstraat. De hele buurt werd vervolgens, waar dat nog niet het geval was, volgebouwd tot in de jaren twintig van de 20e eeuw. Bij de inrichting daarvan was hier geen plein gepland. Het waren voornamelijk allemaal woningen (en een enkele winkel) rondom de diamantslijperij Koninklijke Asscher Diamant Maatschappij uit 1906, toen nog niet koninklijk. Samen met het raadhuis zijn dat de grootste gebouwen en blikvangers van de buurt; het plein ligt tussen de achtergevel van het raadhuis en de zijgevel van de slijperij; beide gebouwen zijn rijksmonument.
Het Cullinanplein ontstond pas in de 21e eeuw toen er tussen genoemd raadhuis en fabriek sanering plaatsvond, waarbij een open ruimte (waar voorheen een groot archief stond) in de dichtbebouwde buurt gewenst was. De naam verwijst naar de grote diamant Cullinan gevonden bij het dorp Cullinan in Zuid-Afrika. De pleinnaam komt voor het eerst in officiële stukken van 2016 voor, maar werd pas in 2018 definitief vastgelegd. De diamant werd gekloofd en geslepen in aangehaalde fabriek. Het plein heeft slechts één huisnummer (Cullinanplein 1). Het straatnaambord, aangemaakt bij oplevering, geeft aan dat het plein in de Diamantbuurt ligt. Echter, administratief ligt het net daarbuiten in de Willibrordusbuurt; een buurt vernoemd naar de in 1971 gesloopte kerk Sint-Willibrorduskerk buiten de Veste. Vanuit het raadhuis hangt een loopbrug over het oostelijk eind van het plein. 
Verspreid over de omliggende gebouwen is het kunstwerk Revisiting the cullinan van Sanja Medic te vinden.